# 波奈美里
波奈 美里（はな みさと、1988年11月1日 - ）は、競技麻雀のプロ雀士。宮城県出身。
日本プロ麻雀連盟東北本部所属。団体内の段位は四段。旧姓は、井上 美里（いのうえ みさと）。

## 獲得タイトル
- 新人王戦（第29期）[1]
- 東北プロリーグ天翔位（第25期[2]・第32期[3]）